# Помиткін Едуард Олександрович
Поми́ткін Едуард Олександрович (нар. 25 січня 1967 року, Київ, УРСР, СРСР) — український психолог, доктор психологічних наук (2009), професор (2011).

## Біографічні дані
Народився 25 січня 1967 року в Києві, в сім'ї інженерів.
У 1990 році закінчив Київські народний університет технічного прогресу, а у 1991 — політехнічний інститут. Працював учителем. 
З 1994 по 1998 рік викладав у Державній академії керівних кадрів освіти. З 1998 року працює в Інституті педагогічної освіти і освіти дорослих НАПНУ: завідувач відділу теорії і практики педагогічної майстерності, а з 2017 — провідний науковий співробітник, директор Психологічного консультативно-тренінгового центру при Інституті; водночас — професор кафедри психології розвитку Київського університету та кафедри теоретичної і консультативної психології Українського університету імені М. Драгоманова. 
Сфера наукових інтересів та досліджень: теорія духовності та розвитку духовного потенціалу особистості, психологічний супровід розвитку дітей та молоді, періодизація життєвого шляху людини, диференційна шкала емоційно-чуттєвих станів особистості, геронтопсихологія тощо.

## Основні праці
За ЕСУ:
- Духовний розвиток учнів у системі шкільної освіти. — 1995;
- Ідеальний президент ідеальної держави: Посіб. кандидата та виборця. — 2014;
- Духовний потенціал особистості: психологічна діагностика, актуалізація та розвиток. — 2015;
- Психологія праці і відпочинку. — 2019 (співавтор);
- Геронтопсихологія навчання особистості похилого віку. — 2020 (співавтор);
- Психологія людей літнього віку. — 2021 (співавтор) (усі — Київ).[1]

## Нагороди
- іменний стипендіат Кабінету Міністрів України серед молодих учених (2000);
- нагороджений Грамотою і медаллю Верховної Ради України за заслуги перед Українським народом (2003);
- нагороджений грамотою Академії педагогічних наук України за творчі досягнення в дослідженні проблем педагогічної і вікової психології (2008);
- Нагрудний знак «Антон Макаренко» (2008);
- Нагрудний знак «Костянтин Ушинський» (2014).[2]